# Cyia Batten
Cyia Batten (ur. 26 stycznia 1972 w Locust Valley, Nowy Jork) – amerykańska aktorka i tancerka. W przeszłości należała do zespołu The Pussycat Dolls.

## Filmografia

### Filmy kinowe
- 2008: Killer Movie jako Lee Tyson
- 2006: Teksańska masakra piłą mechaniczną: Początek jako Rowerzystka
- 2004: American Crime jako Alice Prescott
- 2003: Aniołki Charliego: Zawrotna szybkość jako tancerka
- 2002: Ostrożnie z dziewczynami jako tancerka w Klubie Go-Go
- 2001: Red Shoe Diaries 17: Swimming Naked
- 2000: Sukces za wszelką cenę jako Rebecca
- 1997: Grzesznica jako Allegra
- 1995: Projekt Kronos

### Występy gościnne
- 2003: Las Vegas jako tancerka
- 2001–2004: Obrońca jako Amy Heckt
- 2001–2005: Star Trek: Enterprise jako Navaar
- 2001: Samotni strzelcy jako agent Blythe
- 1999–2001: Asy z klasy jako Marley Jacob
- 1997–1999: Najemnicy jako Gabrielle
- 1996–2001: Nash Bridges jako Sherry
- 1995–2001: Star Trek: Voyager jako Irina
- 1993–2005: Nowojorscy gliniarze jako Betty Anne Clancy
- 1993–1999: Star Trek: Stacja kosmiczna jako Tora Ziyal
- 1992–1999: Pamiętnik Czerwonego Pantofelka
- 1991–1999: Jedwabne pończoszki jako Sally Hutchenson